# ロートジー
ロートジー（ROHTO Z!）は、ロート製薬が発売している目薬のブランド名で、同社の登録商標（第2109971号ほか）である。

## 概要
ロート製薬は従来から清涼感タイプの目薬として「V・ロートクール（清涼感レベル:4）」が発売されていた。その後1987年2月に、初代「ロートジー」を発売（当初のTVCMには使用上の注意のテロップも付いていた）。「V・ロートクール」よりも強い清涼感と、当時としては画期的であったワンタッチで開け閉めできる薄型のスクエア容器の採用により、これまで目薬を使わなかった世代に広く受けられた（なお、「ロートジー」発売後も「V・ロートクール」は継続発売されてきたが、2016年9月をもって製造終了となった）。
製品名の由来は、さした瞬間の驚くほどの気持ち良さを表した英語のJesusから生まれた'gee'に由来し、英語の発音記号にヒントを得て「Zi:」のロゴを採用し、長らく使用してきた。そして、2010年3月に全面リニューアルを行った際、発売24年目にして初めてロゴを変更。"i"をひっくり返して"!（感嘆符）"にし、点眼した時のびっくりする程の気持ちいい点し心地や驚きを表現した「Z!」に改められた。
また、「ロートジー」で初めて採用したスクエア容器はその後、当社が発売する他の目薬にも反映される。当初「ロートジー」の妹分として登場した「ロートジーリセ（現在の「ロートリセb」）」では、初代スクエア容器をベースに容量にあわせてひとまわり小さくしたスクエア容器を開発。2006年4月には子供用の「ロートこどもソフト」も製品のリニューアルに合わせ、同じ容器に変更された。一方で「ロートジー」のスクエア容器も製品リニューアルと共に進化しており、「ロートジーファイ」へリニューアルする際、容器中央に丸いふくらみを持たせた。この容器は2010年に立体商標登録され（第5333809号）、後に発売した「ロートアイストレッチ」・「ロートアイストレッチコンタクト」・「ロートビタ40α（当初は「ロートビタチャージ40」）」・「ロートクール40α（当初は「ロートクール40」）」・「ロートデジアイ」にも採用されている。2004年には重量感のあるフォルムを採用した3代目のスクエア容器を開発し、新規発売した「ロートジーコンタクト」に採用。2005年3月には「ロートジーフリーa」が、2010年3月には「ロートジーb」がそれぞれリニューアルに合わせて同じ容器を採用し、シリーズ内で同じ容器デザインに統一された。
2015年5月に「ロートジーb」をリニューアルし、さし心地が改良された（同時に、「ロートージープロc」と「ロートジーコンタクトa」もパッケージリニューアル）。
2020年4月にシリーズ全製品を一斉リニューアル（「ロートジーb」はデザインリニューアルのみ）。目薬容器は2010年3月の全面リニューアル以来、約10年ぶりにデザインが変更され、処方変更も行われた「ロードジープロd」はブルーボトルとなった。
海外展開も盛んで、韓国・アメリカ・イギリス・オーストラリアでも発売されている。韓国向けは日本での「ロートクール40α（清涼感レベル：5）」相当の清涼感があり、パッケージは初代のものが踏襲されている。一方、アメリカ・イギリス・オーストラリア向け製品では清涼感レベルが1-2と清涼感は控えめである。また、アメリカとイギリス向け（Super Moisturiser）製品については、ロートCキューブと同じ卵形容器を採用している。

## 製品ラインナップ

### 現在発売中の製品
()内は清涼感レベルである。なお、ロート製薬が設定する8段階の清涼感レベル（1 - 8）のうち、(6)以上の清涼感レベルが表記されているのは、「ロートジー」シリーズと「ロートCキューブ」シリーズの一部製品（Cキューブm・Cキューブクール・Cキューブアイスクール）とごく限られた製品のみで、左記の製品以外は最高でも(5)までしか表記されない。2013年秋に仕様変更を行い、清涼感レベルがこれまでの7段階表記（1 - 7）から8段階表記（1 - 8）に改めるとともに、清涼感レベルも見直された（ロートジーb:6→8、ロートジーコンタクトa:6→8→8+、ロートジープロc:7→8+）。
シリーズ全商品で「フリーアングルノズル」を採用している。2016年秋に仕様変更を行い、「フリーアングルノズル」の色を半透明から青に変更した「ブルーノズル」となり、2020年3月のリニューアルではブルーボトルとなった「ロートジープロd」はノズルの色が白に変更された。
ロートジーb（ROHTO Z! b）【第2類医薬品】
「ジー」シリーズの基盤製品。2010年3月のリニューアル時に従来の「ロートジーファイニュー」に比べ、希望小売価格を大幅値下げした（本体価格 780円→550円）。(8)
ロートジープロd（ROHTO Z! PRO d）【第2類医薬品】
当社が発売する目薬の中で最も高い清涼感レベルの製品。2010年3月のリニューアル時に従来の「ロートジーフリーa」に比べ、希望小売価格を値下げした（本体価格 880円→780円）。2011年10月に小変更を行い、添加物のヒプロメロースをヒドロキシエチルセルロース（HEC）に差し替え、これに伴って販売名を「ロートジープロb」から「ロートジープロc」に変更。2020年4月のリニューアルでは、L-アスパラギン酸カリウムに替わり、角膜保護成分のコンドロイチン硫酸エステルナトリウムと抗炎症成分の硫酸亜鉛水和物を追加配合するとともに、不快な刺激感を低減する技術「スマートクールテック」も採用。これに伴って販売名が「ロートジープロc」から「ロートジープロd」に変更された。(8+)
ロートジーコンタクトb（ROHTO Z! CONTACT b）【第3類医薬品】
2004年6月発売。コンタクトレンズ用。2010年3月のリニューアルに伴い「ロートジーb」・「ロートジープロb」とパッケージデザインを統一し、希望小売価格を大幅値下げした（本体価格 880円→650円）。2020年4月のリニューアルでは、ヒドロキシエチルセルロースに替わってうるおい保持成分のヒプロメロースを追加配合するとともに、「ロートジープロd」同様に「スマートクールテック」も採用。これに伴って販売名が「ロートジーコンタクトa」から「ロートジーコンタクトb」に変更された。(8+)

### 限定品
2015年5月のリニューアルと同時に、シリーズ全製品にボトル全体を青に変更した限定品「特別ブルーボトル」も併せて発売された。中身は通常品と同一だが、容器形状が「ロートジーファイ」に採用されていたものと同じく、容器中央に丸いふくらみがあるデザインとなる。
この「特別ブルーボトル」の発売以降、不定期に限定品が発売されるようになり、翌月には「ロートジーb」に限定品第2弾となる「特別ネームボトル登坂広臣ver.」を発売。本品では「ロートジーb」の通常品と容器形状を同一とし、容器の色とラベルデザインを変更している。同年10月に第3弾として「ロートジーb」の「特別ブルーボトル」を発売した。2016年も継続されており、第1弾は同年3月に「ロートジーb」にネーム入り目薬ケース付「特別ブルーボトル」を発売。2016年第2弾として同年6月に「特別ネームボトル」を発売。2015年5月発売の「特別ブルーボトル」以来となるシリーズ全種類に設定されており、本品からパッケージ正面と裏面に記されている「ロート製薬」の社名ロゴが同年2月に制定された4代目社名ロゴになっている。同年11月には2016年第3弾として映画『HiGH&LOW THE RED RAIN』とのコラボレーションで、「HiGH&LOW THE RED RAIN」限定ボトル仕様の「ロートジーb」が発売された。
2017年5月には、「ロートジー」の発売30周年を記念し、1986年に誕生して30周年を迎えたゲーム『ドラゴンクエスト』とコラボレーションした限定品「スライム型目薬」を発売（発売日は「ドラクエの日」である5月27日に設定されている）。その名の通り、目薬容器がスクエア容器ではなく、新形状のワンタッチ式スクリューキャップ（1回転で開け閉めが可能なキャップ）を採用した青のスライム型容器となり、紙箱も横から開封し、目薬容器を箱の中に置いてショーケースとして使用できるようにする専用仕様となる。また、通常品の「ロートジーb」も数量限定で「スライムケース」付仕様となる。なお、この「スライム型目薬」は反響の大きさから当初予定していた数量では対応しきれない状況となったことから、同年7月13日に増産決定を発表。「ロートジーb」と「ロートジーコンタクトa」の2種類に集約し、同年8月17日に再発売された。
2018年4月には、サッカー日本代表のオフィシャルライセンス（オフィシャルグッズとして認定）を受けた数量限定品「サッカー日本代表ver.サムライブルーパッケージ」を発売。紙箱・容器共にサッカー日本代表のエンブレムが描かれているほか、容器は「サムライ・ブルー」に合わせて全体がブルーとなり、通常は「ブルーノズル」となっているノズル部分（フリーアングルノズル）は白に変更。紙箱は「スライム型目薬」同様に横から開封し、内側はサッカースタジアムを再現したデザインとなっており、開封箇所の裏側には松木安太郎が描かれている（3種類それぞれでデザインが異なる）。同年11月には、1983年に連載を開始して35周年を迎えた漫画『北斗の拳』とコラボレーションした数量限定品「北斗の拳限定Ver.」を発売。紙箱が限定のメタリックカラーとなり、ボトルは正面側のラベルを登場人物の顔デザインに変更した「擬人化ボトル」となっている。「ロートジーb」はケンシロウデザイン、「ロートジープロc」はラオウデザイン、「ロートジーコンタクトa」はトキデザインで、「ロートジープロc」と「ロートジーコンタクトa」はキャップの色も紙箱に合わせたカラーに変更されている。
2019年7月（Amazon.co.jp・LOHACOでは先行で同年6月）に、アニメ『ドラゴンボールZ』とコラボレーションした数量限定品「ドラゴンボールZ限定ver.」を発売。外箱や添付文書に描き下ろしイラストが採用され、外箱の裏面には「ドラゴンボール」も描かれている。製品毎に外箱に描かれているキャラクターや容器のカラーリングが異なり、「ロートジーb」は孫悟空デザインで目薬容器はボトルがオレンジ・キャップがブルー・ラベルの「Z!」ロゴがレッド、「ロートジーコンタクトa」はベジータデザインで目薬容器はボトルがブルー・キャップがホワイト・ラベルの「Z!」ロゴがイエロー、「ロートジープロc」はフリーザデザインで目薬容器はボトルがクリア・キャップとラベルの「Z!」ロゴはパープルとなる。ちなみに、「Z!」や添付文書などに記載の「ROHTO Z!」のロゴも「ドラゴンボールZ」のロゴに準じたものに変更されている。
2021年12月には、アニメ『鬼滅の刃』とコラボレーションした数量限定品を発売。外箱は側面からの横開きとなり、開封面の裏にキャラクターごとに異なる名場面が描かれるほか、添付文書も専用仕様となり、オリジナルイラストのスマートフォン用壁紙をダウンロードするためのQRコードも記載される。「ロートジーb」はグリーン基調の外箱・ボトルの「竈門炭治郎バージョン」とネイビー基調の外箱・ボトルの「宇髄天元バージョン」の2種類を設定するほか、「ロートジーコンタクトa」は水色基調の外箱・ボトルの「嘴平伊之助バージョン」、「ロートジープロd」はイエロー基調の外箱・ボトルの「吾妻善逸バージョン」の全4種類が設定される（なお、鬼滅の刃コラボ目薬は「ロートリセ」・「Vロートジュニア」にも設定されており、「ロートリセa」は通常品と同じピンク基調の外箱・ボトルの「竈門禰豆子バージョン」に、「ロートリセコンタクトw」はラベンダー基調の外箱とキャップを採用した「胡蝶しのぶバージョン」に、「Vロートジュニア」はオレンジ基調の外箱とキャップを採用した「煉獄杏寿郎バージョン」となる）。
2023年6月には、カプコンのゲーム『ストリートファイター』とコラボレーションした「ストリートファイターコラボモデル」を数量限定で発売。外箱と容器ラベルの正面にキャラクターが描かれており、「ロートジーb」は通常品と同じブルーのキャップとクリアボトル仕様の「RYUモデル」とイエローのキャップとグリーンのボトル仕様の「GUILEモデル」の2種類を設定。「ロートジーコンタクトb」はライトブルーのキャップとボトル仕様の「CHUN LIモデル」、「ロートジープロd」はレッドのキャップとイエローのボトル仕様の「DHALSIMモデル」の全4種類が設定される。同年11月には限定品「スライム型目薬」が『ドラゴンクエストモンスターズ3 魔族の王子とエルフの旅』とのコラボレーション企画品として約6年半ぶりに復活発売。今回はスライム型容器だけでなく、外箱がゲームの世界観を採り入れたデザインとなり、添付文書もゲームの配合表のような仕様となっている。なお、「ロートジープロ」の「スライム型目薬」は現行仕様の「ロートジープロd」へアップデートされる。

### 過去に発売されていた製品
- ロートジー（ROHTO Zi: 1987年-1996年）
- ロートジーファイ（ROHTO Zi:φ 1996年-2000年）
- ロートジーファイニュー（ROHTO Zi:φNEW 2000年-2010年3月7日、「ロートジーb」へ継承）
- ロートジーフリー（ROHTO Zi:FREE 2003年-2005年）
- ロートジーフリーa（ROHTO Zi:FREEa 2005年3月-2010年3月7日、「ロートジープロb」へ継承）
- ロートジーリセ（ROHTO Zi:リセ 1994年-2002年、現在は「ロートリセa」として独立）
- ロートジーフラッシュ（ROHTO Zi:FLASH 現在は「ロートフラッシュ」として「フラッシュ」シリーズへ移行）
- ロートジーフラッシュクール（ROHTO Zi:FLASHCOOL 現在は「ロートフラッシュクール」として「フラッシュ」シリーズへ移行）

## 歴代CMタレント
- 清水宏次朗
- 川平慈英
- 鮎川誠
- 的場浩司
- 加勢大周
- スパイク・リー
- 赤井英和
- 内田有紀
- 今村雅美
- 平愛梨
- 反町隆史

- SPEED
- 中居正広（SMAP）
- 鈴木杏
- 中島美嘉
- 水樹奈々
- 後藤真希
- オダギリジョー
- 亀梨和也（KAT-TUN）
- 世界のナベアツ
- TAKAHIRO・MAKIDAI（EXILE）
- 登坂広臣（三代目 J Soul Brothers）

etc･･･